# Eduard Wirth
Eduard Wirth, křtěný Eduard, někdy též uváděn Edward Wirth (30. prosince 1869 Chotěboř - 9. června 1935 Brno), byl český akademický malíř, iluminátor, ilustrátor a grafik.

## Život
Eduard Wirth se narodil v Chotěboři v rodině místního obchodníka Eduarda Wirtha jeho ženy Marie rodem Pavlíkové z Ronova. Od mládí rád a maloval a jeho nadání určilo jeho životní cestu. S rodinou se vystěhoval do Rumunska, vzdělání však získal v řeckých školách. Následně zamířil do Benátek, kde absolvoval tamější malířskou akademii (Accademia di Belle Arti di Venezia). Později žil téměř 21 let v Egyptě, kde se stal profesorem na Egyptské škole výtvarných umění v Káhiře.
Pro tamější vládu zde pracoval na výzdobě veřejných budov a mešit a byl tu nazýván „českým konzulem“. Jeho působení otevřelo cestu pro další české umělce v Egyptě.
Na počátku 20. let 20. století se vrátil do Čech. Usadil se v Brně, kde pokračoval v malířské tvorbě a v roce 1922 představil svá díla na výstavě v Prostějově a dva roky poté i v Praze. Eduard Wirth zemřel v Brně 19. června 1934 na arteriosklerózu a následně byl pohřben na brněnském hřbitově.
Dvě Wirthovy výstavy proběhly posmrtně, první roku 1936 v Bratislavě a o čtyři roky později druhá v Brně.

## Galerie

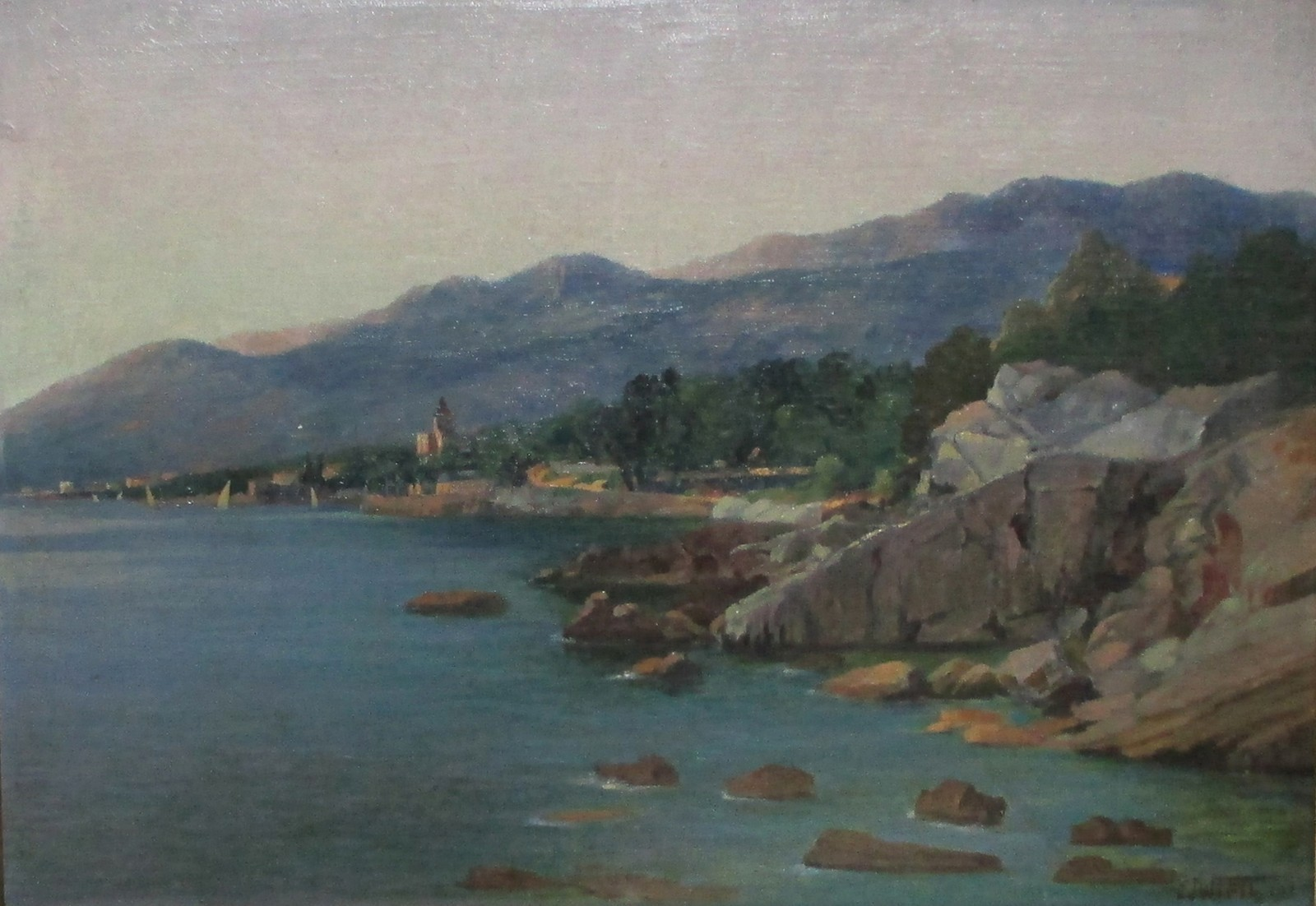
Zátoka Ika – Lovrano (olej na kartonu), 1928
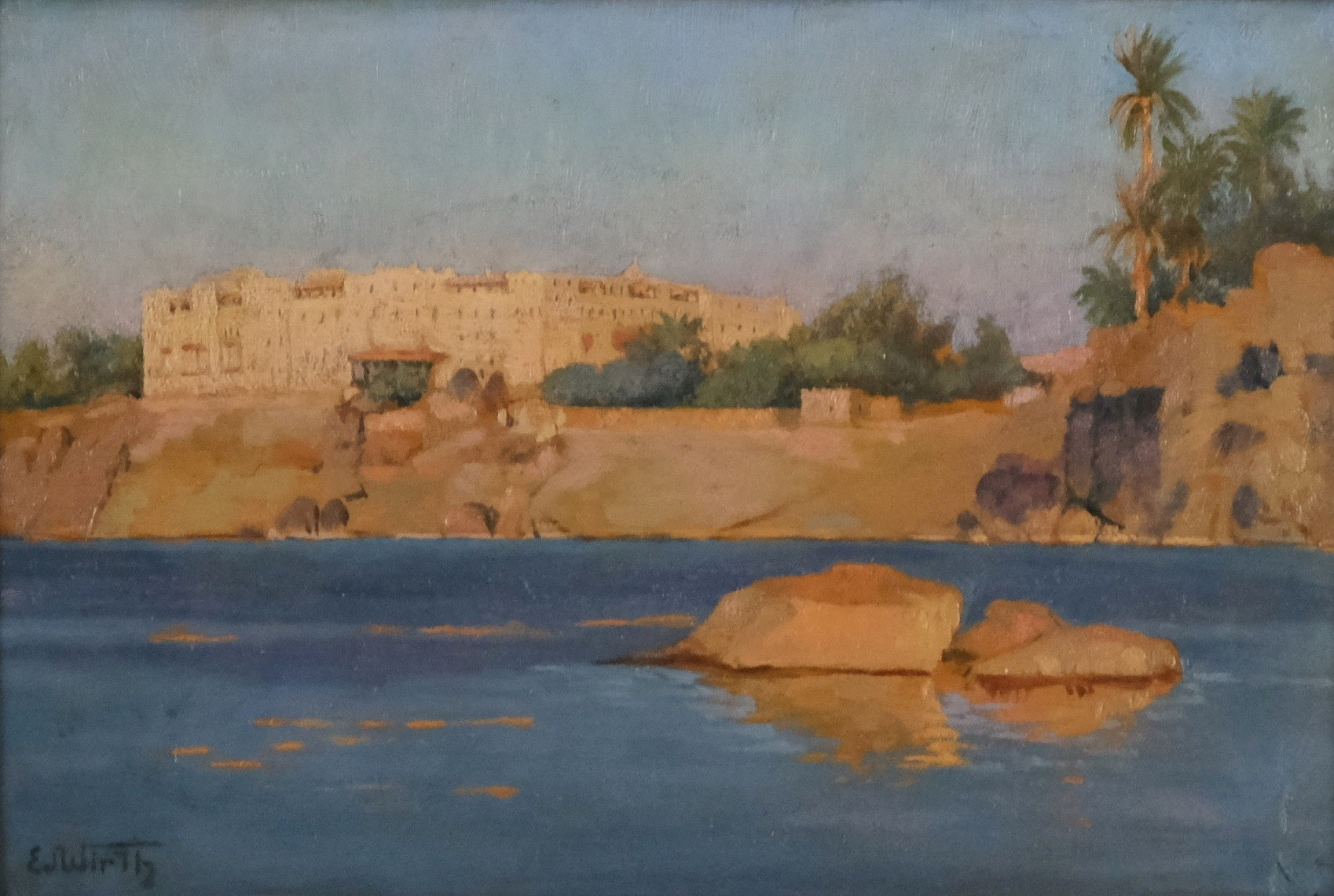
Z Orientu (olej na dřevěné desce)
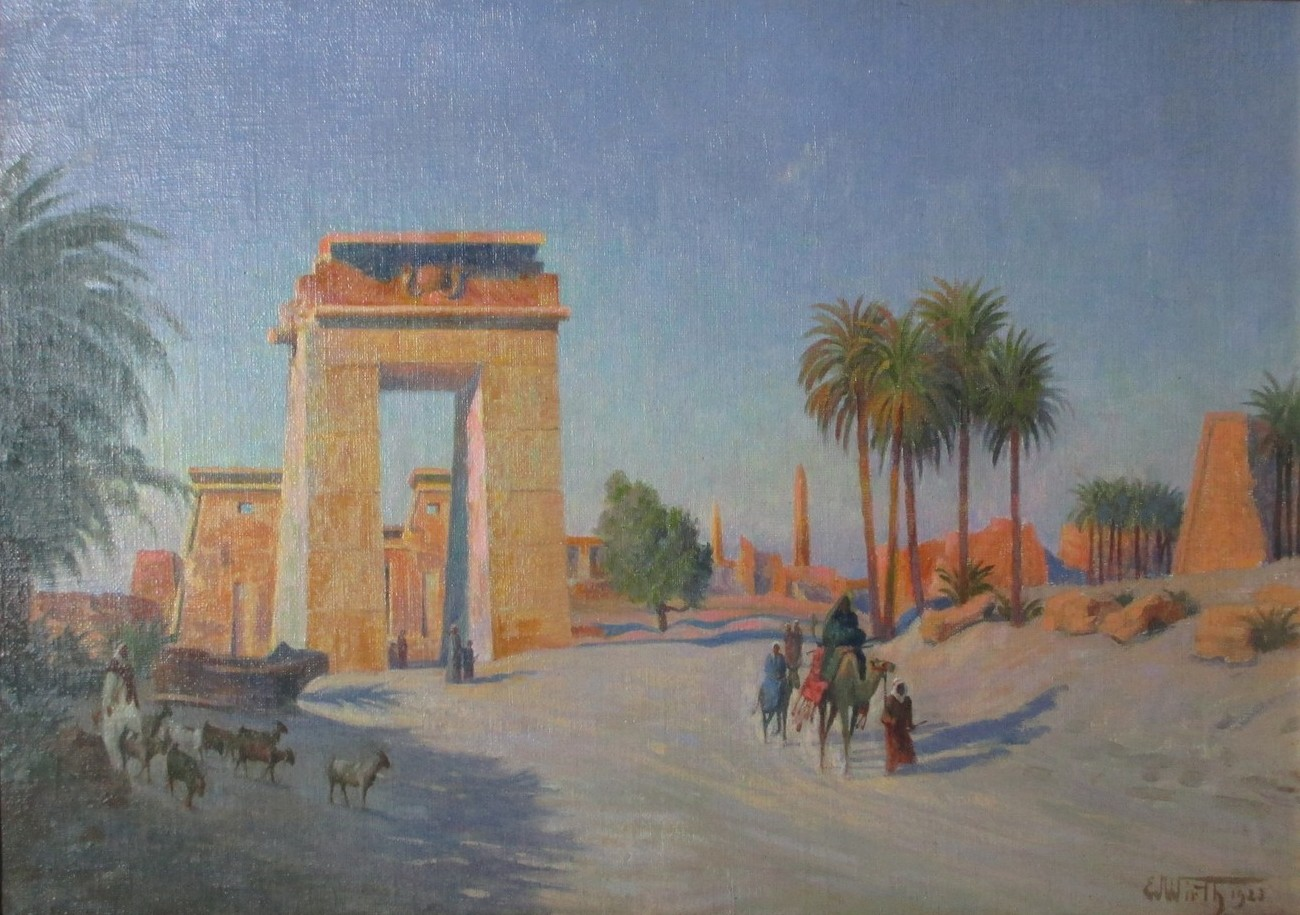
Egypt (olej na plátně, fixováno na kartonu), 1923
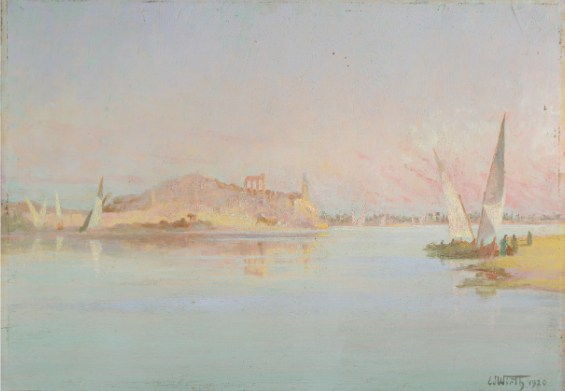
Řeka Nil (olej na kartonu), 1920
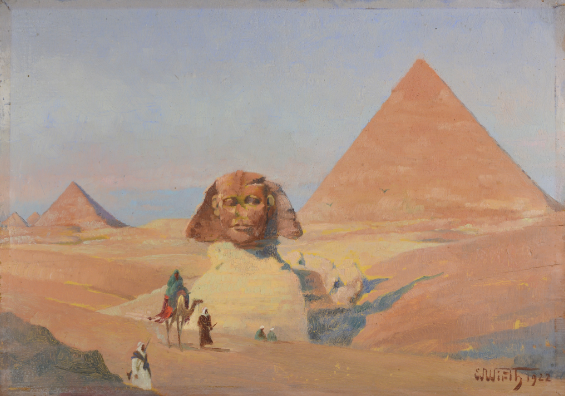
Sfinga (olej na dřevěné desce), 1922
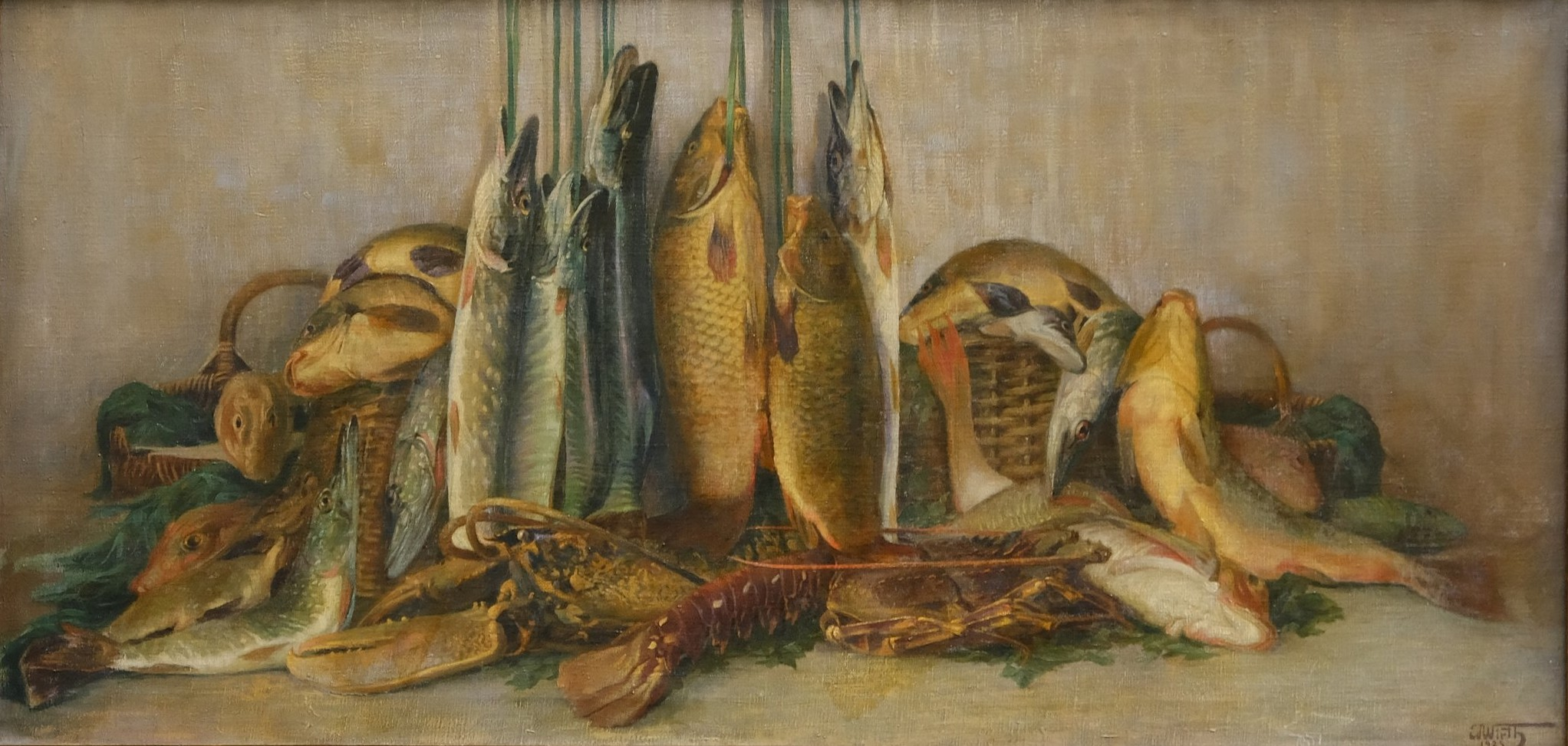
Bohatý úlovek (olej na plátně), 1925
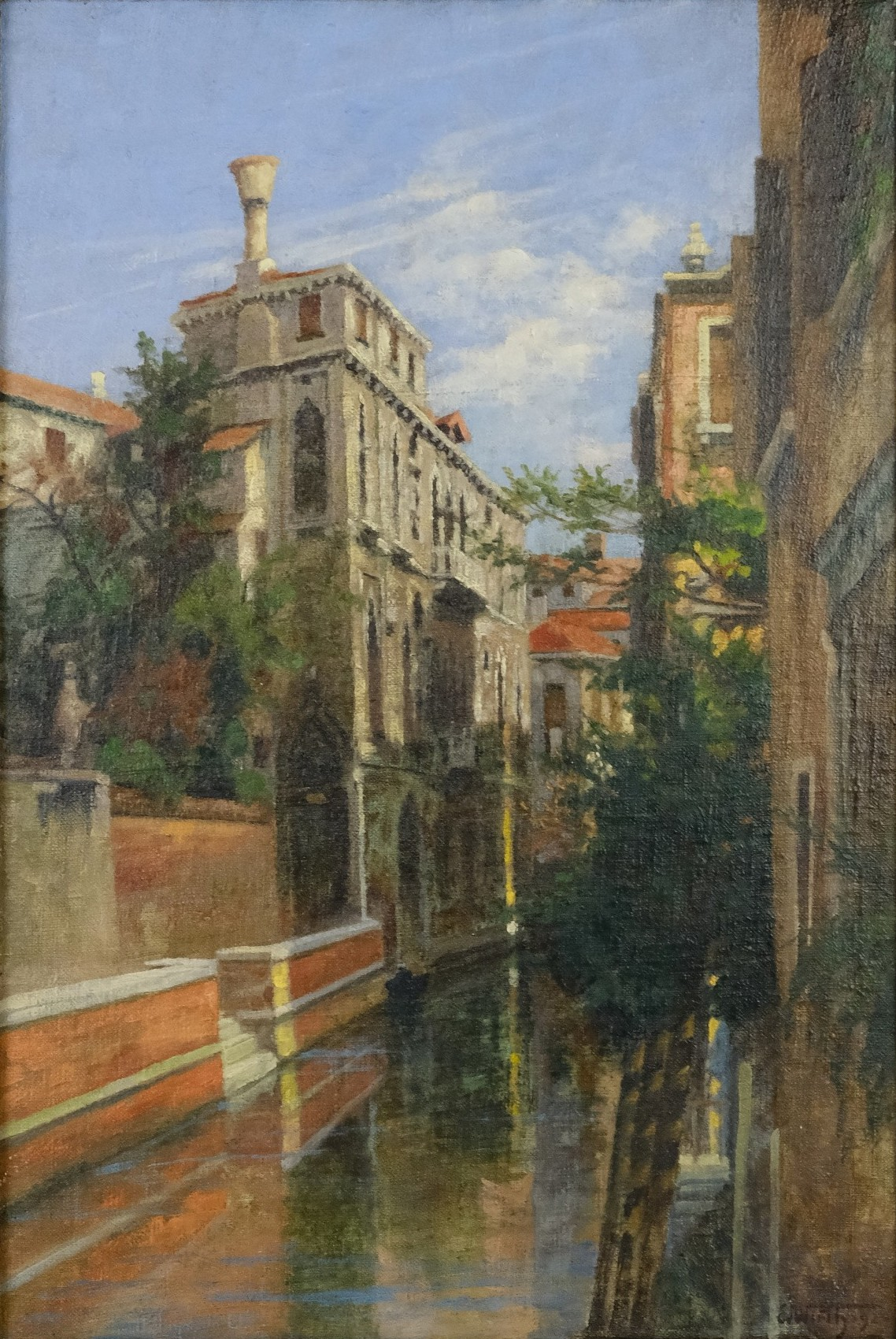
Benátky (olej na plátně, fixováno na kartonu), 1929
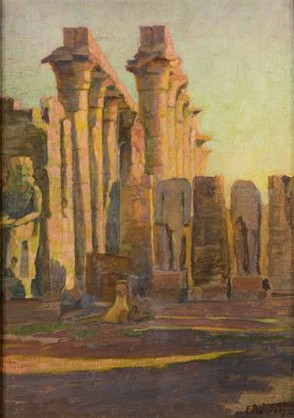
Chrám v Luxoru (olej na plátně), 1923
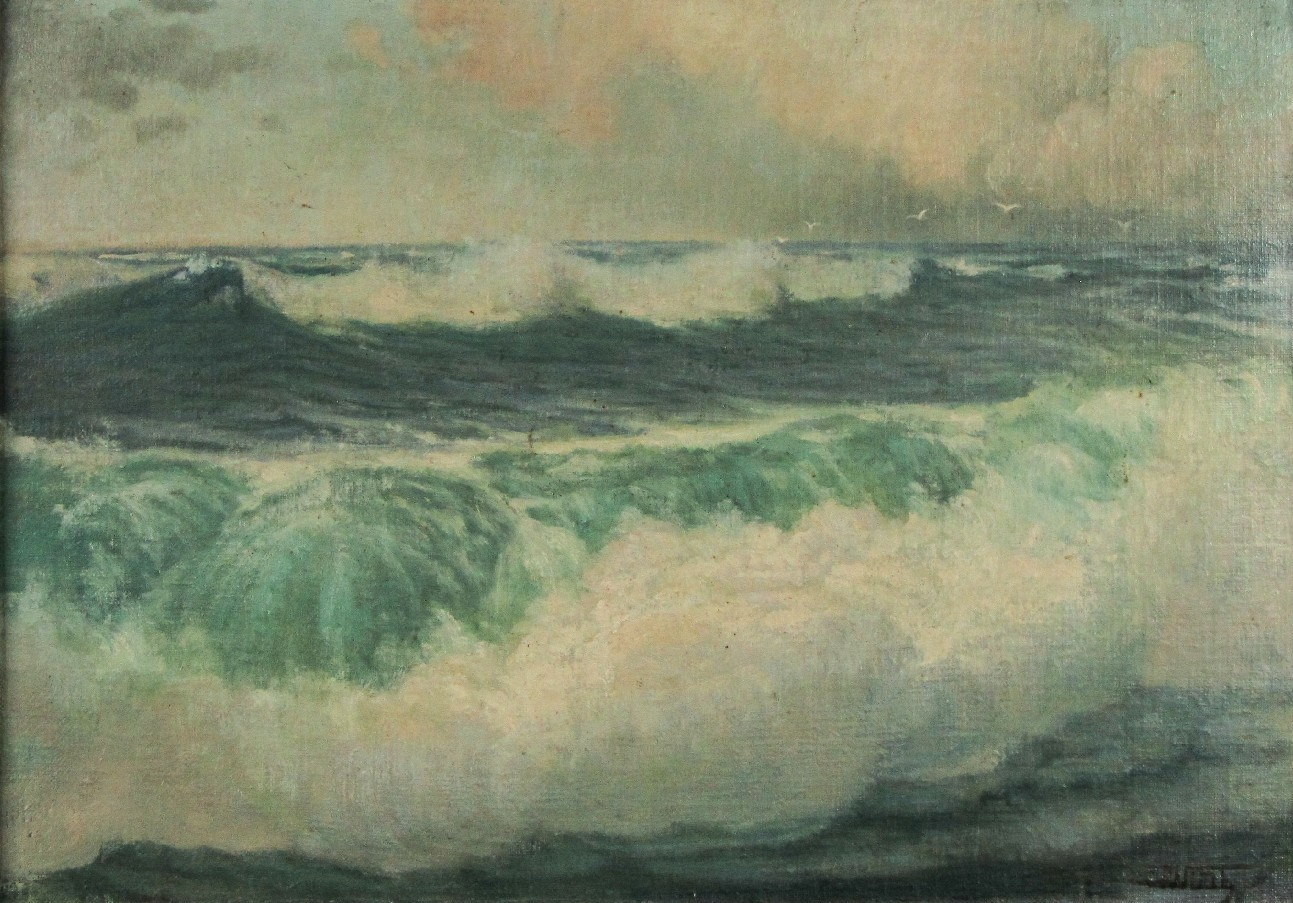
Moře (olej na kartonu)
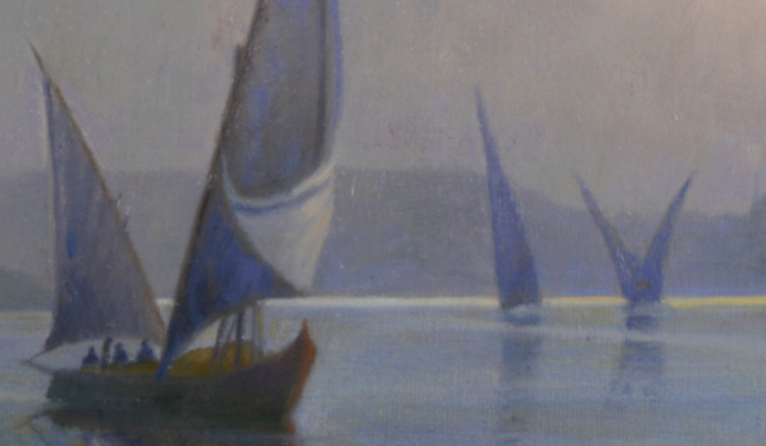
Plachetnice na moři (olej na plátně), 1931